# Podlesí
Podlesí är en ort i Tjeckien.   Den ligger i regionen Mellersta Böhmen, i den centrala delen av landet, 50 km sydväst om huvudstaden Prag. Podlesí ligger 500 meter över havet och antalet invånare är 883.
Terrängen runt Podlesí är platt åt sydost, men åt nordväst är den kuperad.Runt Podlesí är det ganska tätbefolkat, med 86 invånare per kvadratkilometer. Närmaste större samhälle är Příbram, 2,1 km öster om Podlesí. Omgivningarna runt Podlesí är en mosaik av jordbruksmark och naturlig växtlighet.